# 4732 Froeschle
4732 Froeschle је астероид главног астероидног појаса. Приближан пречник астероида је 29,84 ,
а средња удаљеност астероида од Сунца износи 3,158 астрономских јединица (АЈ).
Инклинација (нагиб) орбите у односу на раван еклиптике је 16,858 степени, а орбитални период износи 2049,956 дана (5,612 година). Ексцентрицитет орбите астероида износи 0,068.
Апсолутна магнитуда астероида износи 11,30 а геометријски албедо 0,059.
Астероид је откривен 3. маја 1981. године.